# Erdemir
Erdemir este o companie siderurgică din Turcia.

## Erdemir în România
Erdemir a cumpărat, în 2001, laminorul de benzi electrotehnice al Combinatului de Oțeluri Speciale Târgoviște (COST). Erdemir România este specializată în producția de tablă, fâșii și benzi din oțel.
Număr de angajați în 2008: 350
Cifra de afaceri:
- 2006: 138 milioane lei (39 milioane euro)[1]
- 2005: 111,5 milioane lei[1]